# بیکرویل (تنسی)
بیکرویل (به انگلیسی: Bakerville) یک منطقهٔ مسکونی در ایالات متحده آمریکا است که در شهرستان هامفریز، تنسی واقع شده‌است. بیکرویل ۱۲۰٫۰۹ متر بالاتر از سطح دریا واقع شده‌است.